# Prockia pentamera
Prockia pentamera là một loài thực vật có hoa trong họ Liễu. Loài này được A.H. Gentry miêu tả khoa học đầu tiên năm 1988.